# 羅致政
羅致政（1964年11月17日—），中華民國政治人物，苗栗縣通霄鎮人，畢業於國立政治大學外交學系、加州大學洛杉磯分校碩、博士，曾任立法委員、東吳大學政治系主任、哥斯大黎加大學訪問教授、民進黨國際部主任、民進黨政策會執行長、國策院執行長、臺政會秘書長、外交部研設會主委。

## 早年
羅致政出生於苗栗縣通霄鎮。畢業於臺北市立成功高級中學後，就讀國立政治大學外交學系，於1986年取得學士學位。就讀政大期間，曾組成搖滾樂團「YEAH」並擔任電貝斯手，陳子鴻為該樂團第一代男主唱。
1988年前往加州大學洛杉磯分校主修政治學，1991年取得碩士學位，1995年取得博士學位。研讀博士期間，他在該校國際關係中心擔任研究員，為期一年（1994年－1995年）。

## 早期工作
1995年返台後，羅致政在東吳大學擔任政治學系副教授，講授國際關係、外交政策、博弈理論。2006年8月至2009年7月年間擔任該系系主任。2006年，他獲頒該校教學傑出獎。
1997至1998年間擔任台灣政治學會秘書長。1999年8月，他擔任哥斯大黎加大學政治學系訪問教授。
1998年，他加入張榮發創立之智庫國策研究院，並擔任綜合企劃部主任至2000年5月。2002至2006年間，擔任國策研究院文教基金會執行長。
2000年5月－2002年參與中華民國外交部的研究設計委員會並擔任主任委員。
在2008年擔任台灣社秘書長期間，策劃830百日怒吼大遊行，於2009年八八水災時，動員北部志工南下屏東縣救災。2009年10月開始，擔任搶救台灣行動聯盟的發言人，巡迴台灣三一九鄉鎮進行演說。2002年起擔任台俄協會秘書長，該會首任理事長是前行政院院長張俊雄。
- 中華民國外交部研究設計委員會主任委員（2000年5月－2002年1月）。
- 中華民國外交部諮詢委員（2003年－2004年）
- 行政院大陸委員會諮詢委員（2004年10月－2006年9月）
- 台北市政府研究發展考核委員會委員（2007年2月－2008年9月）

## 黨務工作

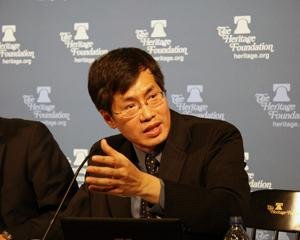
羅致政赴美國訪問

曾任民進黨「ECFA情勢因應小組」、「2010直轄市長提名協調小組」、「五都選戰小組」、「第七屆立委補選選戰策略小組」成員。
2010年，曾任民進黨主席蔡英文競選新北市市長時之政策部主任兼發言人。
2012年2月2012年4月，曾任民主進步黨發言人。並與兩位副秘書長洪耀福、劉建忻，及民調中心主任陳俊麟等3人成立工作小組，邀集黨內外專家共同解讀和分析客觀資料，提出總統立委選舉的檢討報告。
2012年的總統敗選後，於2012年3月14日，羅致政對外宣稱以「 個人受邀、學者身分、向黨報准、准假前往」原則，與前民進黨中國事務部主任董立文、前陳水扁辦公室主任陳淞山等人共同前往中國雲南騰衝參加第十屆兩岸關係研討會。
2012年4月13日，前往登記參選民進黨新北市黨部主任委員選舉。
2012年5月，民進黨新北市黨部主委改選期間，羅致政與對手張宏陸競爭，羅致政當時指控張宏陸「受到國民黨籍的新北市副議長陳鴻源暗助」，而張宏陸向媒體澄清。
2012年5月25日，當選民進黨新北市黨部主任委員，並於同年6月11日宣布就職。
2014年5月25日，再次高票當選連任民進黨新北市黨部主任委員，就任至2016年5月31日卸任。

## 立法委員
2011年3月30日，獲得民進黨提名。此次選舉因前縣議員曾文振脫黨參選而形成三足鼎立局面，民調普遍看好羅致政能在藍營分裂的情況下坐收漁翁之利。後曾文振涉嫌賄選遭收押，雖然棄保效應並未全面發酵，但國民黨參選人江惠貞仍以1.49%險勝。
2015年2月12日，羅致政召開記者會，正式宣布再次參選新北市第七選舉區立委，後當選。並於2020年連任，成為該選區首位連任成功的立法委員。2024年以極些微差距敗給國民黨的葉元之，連任失利。

## 評價與事件
- 羅致政以民進黨發言人身份受邀出席2012年3月15/16日於雲南騰衝舉行的第十屆「兩岸關係研討會」，這是民進黨首次有黨務高層人士前往中國大陸參加具有高度政治意涵的研討會。

- 羅致政以立法委員及中央黨部國際部主任身份，於2021年8月27日參與民進黨與日本自民黨舉行的「台日外交防衛政策意見交流會」（2+2對話），此對話被視為台日關係的重要進展。

- 羅致政十一度榮獲公民監督國會聯盟評鑑優秀立委。

- 羅致政兩度榮獲動物保護立法運動聯盟評鑑優秀動保立委。

- 羅致政四度榮獲口袋國會評鑑為優秀立委。

- 卓榮泰指出，羅致政等人修法通過《兩岸人民關係條例》，成功阻止第二個吳斯懷，但是吳斯懷本人列國民黨不分區名單，民進黨一定要有羅致政，來專門對付吳斯懷，「這是黨要給羅致政的重要責任」[9]。

- 賴清德：吳斯懷最怕提國安五法的羅致政連任[10]。

### 2023年被國民黨王鴻薇指控違反個資法
2023年，新北市一間幼兒園爆出疑似餵藥事件，國民黨的王鴻薇召開記者會，指控王婉諭、羅致政以及中原大學副教授招名威公開餵藥事件中教保員的姓名，違反個資法，甚至還去北檢告發。她還表示王婉諭霸凌老師應該道歉。
王婉諭隨後澄清，自從接觸餵藥事件以來，她從未在記者會、媒體或社群平台上公開過任何幼保員的資料。王婉諭進一步指責王鴻薇利用這一事件激發政治對立，將家長和幼保員的焦慮情緒作為政治操作的手段，令人感到不齒。她同時向王鴻薇喊話，強調對方的說法根本是虛構的政治操作，並表示如果不修改說法，她就會提起告訴。
而台北地檢署隨後確認，王婉諭等三人是根據媒體報導內容發表評論，並無憑空杜撰，難以認定他們主觀上有誹謗的犯意。王婉諭公布個資的動機是為了幫助受害者家長，並不是刻意想損害幼兒園老師的利益，因此不構成違反《個資法》的要件，三人均不予起訴。

## 個人生活
羅致政的妻子陳亮吟，是台灣1990年代的知名歌手，兼唱國台語歌曲，與王識賢合唱〈雪中紅〉。截至2017年，兩人已結婚約20年，沒有子女。
2017年，羅致政被《壹週刊》捕捉，7月6日至10日五天內兩度與女助理粘珮瑩開車進出汽車旅館。妻子陳亮吟被採訪時表示「怎麼可能」並表示信任羅致政。但陳亮吟被採訪後據自由時報所描述，曾不斷詢問週刊記者詳情。後續羅致政表示因為私領域議題造成家人及社會困擾，為此致歉。在週刊爆料後，羅致政一度被質疑婚外情。據羅致政報導中自述，羅致政的家庭信任羅致政沒有婚外情。
2024年1月1日，國外情色網站出現神似立委羅致政影片，內容關於2017年7月6日至10日與女助理去旅館。羅致政稱對其抹黑的行為已赴地檢署提告。1月8日，新北地檢署證實已經收到調查局的鑑定結果，但由於影像涉及性，需被害人同意才能公布鑑定結果。8月22日，新北地檢署表示散布之影片、網站皆來自境外IP難以追查，並認定媒體報導經過查證未違反《公職人員選罷法》，且羅致政都未提告，全案簽結。

## 著作
| 年份          | 書名 | 出版社         | ISBN               |
| ------------- | --- | -------------- | ------------------ |
| 2003年12月    | 《九一一事件後美國與兩岸安全策略之研究》，行政院研究發展考核委員會 |                | ISBN 9570158077    |
| 2004          | 《The New Chinese Leadership: Challenges and Opportunities after the 16th Party Congress 》，(Cambridge: Cambridge University Press, 2004）（co-eds with Yun-han Chu and Ramon H. Myers） |                |                    |
| 2007年9月     | 《解構「一個中國」：國際脈絡下的政策解析》(與宋允文主編） | 台灣智庫       | ISBN 9868336708    |
| 2008年11月    | 《解開台灣主權密碼》(與林佳龍、李明峻主編） | 台灣智庫       | ISBN 9868336767    |
| 2008          | 《Unlocking the Secret of Taiwan's Sovereignty》(Taipei: Taiwan Thinktank, 2008）（co-eds with Chia-lung Lin and Ming-juinn Li）                                                          |                |                    |
| 2009年1月     | 《漂移的島嶼：大國夾縫中的台灣》 | 前衛出版社     | ISBN 9578016069    |
| 2009年1月12月 | 《聯合國相關國際組織憲章選輯》，(與李明峻合編），東吳大學政治學系聯合國研究中心 |                |                    |
| 2010年6月     | 《ECFA大衝擊：台灣的危機與挑戰》(主編） | 新台灣國策智庫 | ISBN 9789868627703 |
| 2010年11月    | 《地方政府治理的新局與挑戰》(主編） | 新台灣國策智庫 | ISBN 9789868627727 |
| 2010年12月    | 《Deconstructing ECFA: Challenges and Opportunities for Taiwan》，(與曹添旺合編） | 新台灣國策智庫 | ISBN 9789868627758 |
| 2011年4月     | 《羅聲若響》 | 新台灣國策智庫 | ISBN 9789868627765 |
| 2011年4月     | 《台灣民主鞏固：政權輪替的國家安全挑戰》，(與吳釗燮、劉世忠合著） | 新台灣國策智庫 | ISBN 9789868627772 |
| 2012年2月     | 《台灣外交的省思與前瞻》，(與吳釗燮合編） | 新台灣國策智庫 | ISBN 9789866040269 |

## 選舉紀錄
| 年度 | 選舉屆數             | 選舉區           | 所屬政黨   | 得票數 | 得票率 | 當選標記 | 備註 |
| ---- | -------------------- | ---------------- | ---------- | ------ | ------ | -------- | ---- |
| 2012 | 第八屆立法委員選舉   | 新北市第七選舉區 | 民主進步黨 | 71,207 | 42.82% |          |      |
| 2016 | 第九屆立法委員選舉   | 新北市第七選舉區 | 民主進步黨 | 82,544 | 53.61% |          |      |
| 2020 | 第十屆立法委員選舉   | 新北市第七選舉區 | 民主進步黨 | 82,764 | 46.95% |          |      |
| 2024 | 第十一屆立法委員選舉 | 新北市第七選舉區 | 民主進步黨 | 75,841 | 44.76% |          |      |

## 外部連結
- 東吳大學政治系-師資介紹 （页面存档备份，存于）
- 羅致政的Facebook專頁
- 羅致政的Instagram帳戶
- YouTube上的羅致政頻道
- YouTube上的羅致政頻道台灣新力量頻道

| 政黨職務      | 政黨職務                                                              | 政黨職務    |
| ------------- | --------------------------------------------------------------------- | ----------- |
| 民主進步黨    |                                                                       |             |
| 前任： 吳秉叡 | 民主進步黨新北市黨部主任委員 第二 、三屆 2012年6月10日－2016年5月31日 | 繼任： 余天 |